# Hietzing (Wien)
Hietzing ( [ˈhɪtsɪŋ] ?) er den 13. af Wiens 23 bydele (bezirke).
48°10′53″N 16°15′29″Ø / 48.181388888889°N 16.258055555556°Ø